# Olympische Winterspiele 1998/Nordische Kombination

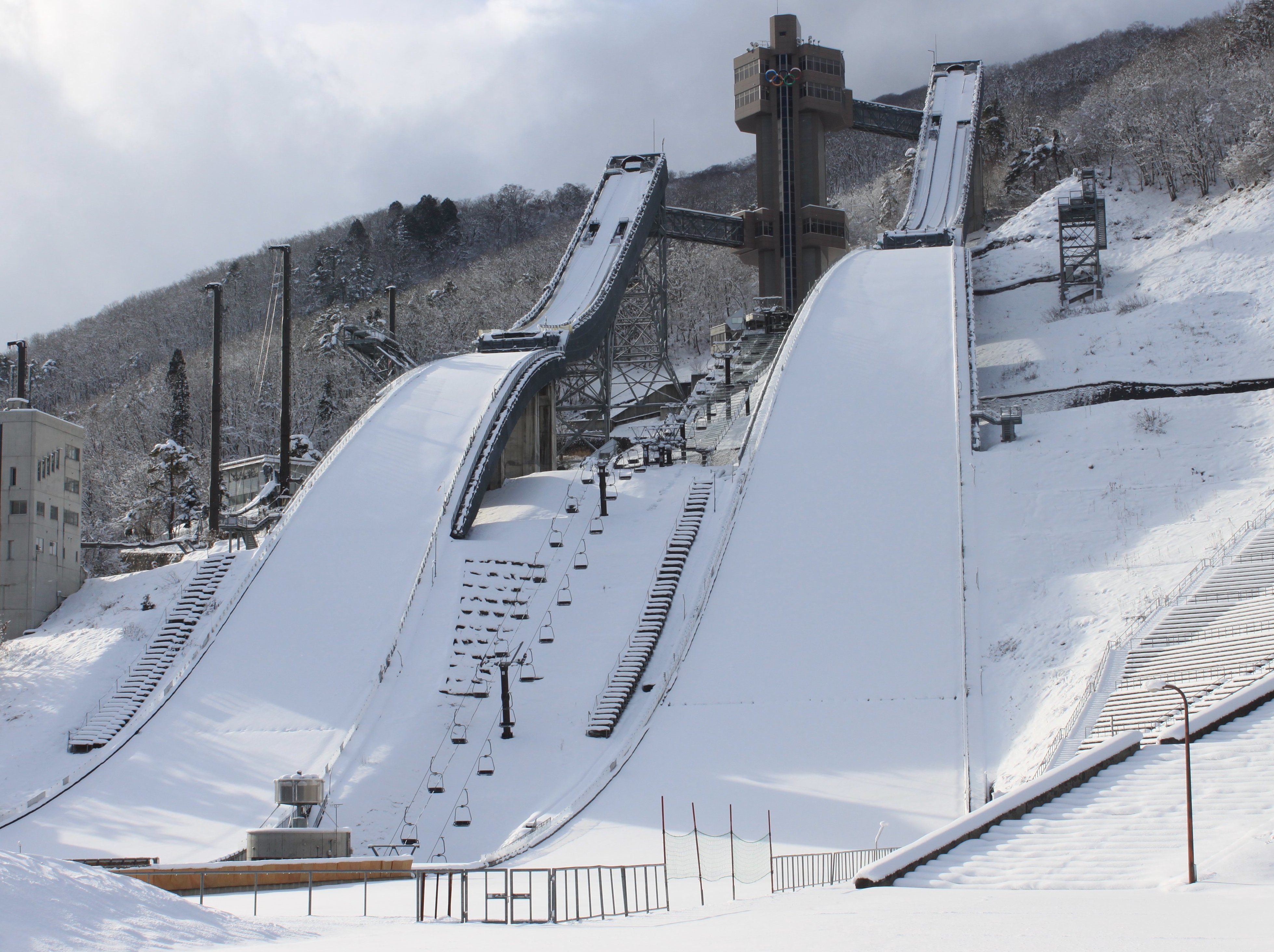
Die Hakuba-Schanzen von Nagano (Foto: 2011)

Bei den XVIII. Olympischen Spielen 1998 in Nagano fanden zwei Wettbewerbe in der Nordischen Kombination statt. Austragungsorte waren das Hakuba-Skisprungstadion und die Snow Harp, beide in Hakuba gelegen.
Der Norweger Bjarte Engen Vik gewann den Einzelwettkampf und war auch im Mannschaftswettbewerb mit seinem norwegischen Team erfolgreich.

## Wettbewerbe und Austragungsmodus
Bei den Spielen von Nagano wurden in der Nordischen Kombination wie bei den Spielen zuvor zwei Disziplinen ausgetragen. Der Einzelwettbewerb wurden durchgeführt wie bei den vorangegangenen Spielen in Lillehammer. Im Mannschaftswettbewerb gab es eine Neuerung bezüglich der Anzahl der Athleten pro Team sowie der Streckenlänge.
1. Einzelwettbewerb: Zunächst kam das Springen an die Reihe. Die Athleten hatten zwei Sprünge, von denen beide in die Wertung kamen.[1] Im Langlauf über fünfzehn Kilometer am darauffolgenden Tag kam die Gundersen-Methode zur Anwendung. Die Teilnehmer nehmen dabei das Rennen mit ihren Abständen aus dem Springen auf, sodass die Reihenfolge zu jeder Zeit den Gesamtstand repräsentiert und am Ende auch den Endstand darstellt.[2]
2. Teamwettbewerb: Jedes Team bestand nun nicht mehr aus drei, sondern aus vier Athleten, die wie im Einzelwettkampf zwei Sprünge absolvierten, von denen beide in die Wertung kamen.[3] Die Streckenlänge in der am darauffolgende Tag stattfindenden Staffel betrug nur noch fünf anstatt zehn Kilometer je Läufer. Es kam so zu einer Entscheidung durch eine 4 × 5-km-Langlaufstaffel, die wie im Einzelwettbewerb per Gundersen-Methode durchgeführt wurde.[4]

## Bilanz

### Medaillenspiegel
| Platz | Land       | Gold | Silber | Bronze | Gesamt |
| ----- | ---------- | ---- | ------ | ------ | ------ |
| 1     | Norwegen   | 2    | –      | –      | 2      |
| 2     | Finnland   | –    | 2      | –      | 2      |
| 3     | Frankreich | –    | –      | 1      | 1      |
| 3     | Russland   | –    | –      | 1      | 1      |

### Medaillengewinner
| Konkurrenz | Gold                                                                                    | Silber                                                                        | Bronze                                                                        |
| ---------- | --------------------------------------------------------------------------------------- | ----------------------------------------------------------------------------- | ----------------------------------------------------------------------------- |
| Einzel     | Bjarte Engen Vik                                                                        | Samppa Lajunen                                                                | Waleri Stoljarow                                                              |
| Mannschaft | Norwegen 000Kenneth Braaten 000Fred Børre Lundberg 000Halldor Skard 000Bjarte Engen Vik | Finnland 000Samppa Lajunen 000Hannu Manninen 000Jari Mantila 000Tapio Nurmela | Frankreich 000Nicolas Bal 000Sylvain Guillaume 000Fabrice Guy 000Ludovic Roux |

## Einzelwettbewerb

### Ausgangssituation
Als Favoriten traten in erster Linie zwei Athleten an. Dies waren der erst siebzehnjährige finnische Weltmeister von 1997 Samppa Lajunen sowie der in der laufenden Saison Weltcup-Führende Bjarte Engen Vik aus Norwegen, der in Lillehammer vier Jahre zuvor die olympische Bronzemedaille gewonnen hatte.

### Ergebnis

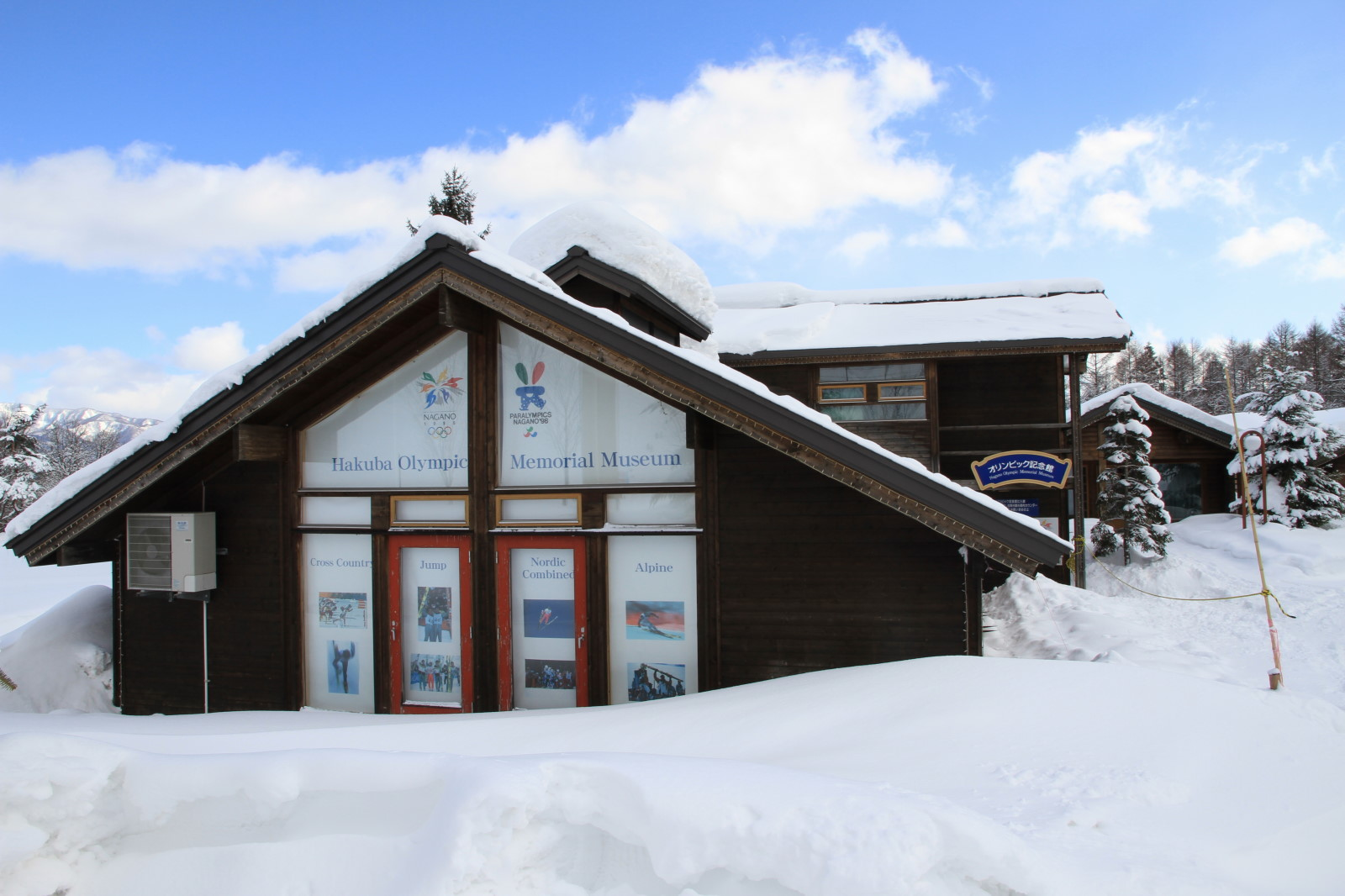
Das olympische Museum von Hakuba im Jahr 2011

| Rang | Land | Athlet            | Springen    | Langlauf              | Endzeit [min] |
| Rang | Land | Athlet            | Pkte. (Pl.) | Nettozeit [min] (Pl.) | Endzeit [min] |
| ---- | ---- | ----------------- | ----------- | --------------------- | ------------- |
| 01   | NOR  | Bjarte Engen Vik  | 241,0 00(1) | 41:21.1 (16)          | 41:21,1       |
| 02   | FIN  | Samppa Lajunen    | 230,5 00(6) | 40:45.6 0(8)          | 41:48,6       |
| 03   | RUS  | Waleri Stoljarow  | 235,0 00(2) | 41:13,3 (14)          | 41:49,3       |
| 04   | JPN  | Kenji Ogiwara     | 226,0 00(9) | 41:12,2 (13)          | 42:42,2       |
| 05   | CZE  | Milan Kučera      | 228,0 00(8) | 41:27,8 (17)          | 42:45,8       |
| 06   | JPN  | Tsugiharu Ogiwara | 232,5 00(3) | 41:55,4 (23)          | 42:46,4       |
| 07   | FRA  | Nicolas Bal       | 218,5 0(11) | 40:31,8 0(5)          | 42:46,8       |
| 08   | AUT  | Mario Stecher     | 228,5 00(7) | 41:54,9 (22)          | 43:09,9       |
| 09   | FRA  | Sylvain Guillaume | 212,5 0(16) | 40:51,5 0(9)          | 43:42,5       |
| 10   | RUS  | Dmitri Sinizyn    | 213,5 (=14) | 41:03,0 (11)          | 43:48,0       |
|      |      |                   |             |                       |               |
| 12   | GER  | Ronny Ackermann   | 209,5 0(18) | 40:43,9 0(7)          | 43:52,9       |
| 13   | GER  | Jens Deimel       | 221,0 0(10) | 41:56,3 (24)          | 43:56,3       |
| 17   | SUI  | Jean-Yves Cuendet | 206,0 0(21) | 41:04,6 (12)          | 44:44,5       |
| 18   | SUI  | Urs Kunz          | 196,0 0(32) | 40:23,2 0(3)          | 44:53,2       |
| 19   | AUT  | Christoph Bieler  | 231,0 00(5) | 43:55,5 (38)          | 44:55,5       |
| 21   | AUT  | Felix Gottwald    | 190,0 0(40) | 40:10,2 0(2)          | 45:16,2       |
| 24   | AUT  | Christoph Eugen   | 199,5 0(29) | 41:28,7 (18)          | 45:37,7       |
| 25   | SUI  | Marco Zarucchi    | 185,5 0(43) | 40:04,9 0(1)          | 45:37,9       |
| 28   | SUI  | Andreas Hartmann  | 193,0 0(38) | 41:30,5 (20)          | 46:18,5       |
| 32   | GER  | Matthias Looß     | 187,0 0(41) | 41:30,2 (19)          | 46:54,2       |

Springen: 13. Februar 1998 / Hakuba-Skisprungtadion; K-Punkt: 90 m
Langlauf 15 km: 14. Februar 1998
Höhenunterschied: 57 m / Maximalanstieg: 40 m / Totalanstieg: 540 m
48 Teilnehmer aus 14 Ländern, davon 44 in der Wertung
Die beiden Teildisziplinen fanden unter sehr unterschiedlichen Bedingungen statt. Beim Skispringen herrschte schönes sonniges Wetter vor, während der Langlauf von Regen begleitet wurde, der die Streckenbedingungen matschig machte. Für die Teilnehmer war es kein Vergnügen, unter diesen Bedingungen zu laufen.
In Nagano setzte sich der Norweger Bjarte Engen Vik im Springen vor dem wenig bekannten Russen Waleri Stoljarow an die Spitze. Der mitfavorisierte Finne Samppa Lajunen wurde Sechster mit einem Rückstand von 1:03 Minuten auf den führenden Vik.
Auf der durchnässten Strecke gab es einen Start-Ziel-Sieg für Vik, der sich mit einem Vorsprung von 27,5 Sekunden die Goldmedaille sicherte. Lajunen erreichte Stoljarow drei Kilometer vor dem Ziel. Gemeinsam kamen sie ins Stadion, in dem Lajunen in einem sehr knappen Finish die Silbermedaille gewann. Für Stoljarow gab es überraschend Bronze. Kenji Ogiwara blieb auch hier im heimischen Japan wie zuvor in Lillehammer als Vierter ohne olympische Medaille.
Vik und Lajunen waren auch bei den kommenden internationalen Großereignissen weiterhin sehr erfolgreich, während Stoljarow nie wieder eine große internationale Medaille in einem Einzelwettbewerb gewann. Nur mit seinem russischen Team gab es für später noch einmal Bronze. Hier in Nagano errangen Vik und Lajunen weiteres Edelmetall im Mannschaftswettbewerb, für Vik gab es das zweite Gold, für Lajunen das zweite Silber.

## Mannschaftswettbewerb

### Ausgangssituation
Japan hatte 1992 und 1994 die olympischen Goldmedaillen sowie die Weltmeisterschaften 1993 und 1995 gewonnen. Die nach 1994 erfolgte Regeländerung, dass ein Team aus vier statt wie zuvor aus drei Teilnehmern bestand, schien die Norweger zu begünstigen, weil sie die stärkeren Langläufer hatten. Dennoch hatte Japan 1995 noch einmal den WM-Titel errungen. Bei den Weltmeisterschaften 1997 erreichte Japan dann nicht mehr das Podium, während Norwegen Weltmeister wurde.

### Ergebnis
| Rang | Land        | Athleten                                                           | Springen    | Langlauf              | Endzeit       |
| Rang | Land        | Athleten                                                           | Pkte. (Pl.) | Nettozeit [min] (Pl.) | Endzeit       |
| ---- | ----------- | ------------------------------------------------------------------ | ----------- | --------------------- | ------------- |
| 01   | Norwegen    | Halldor Skard Kenneth Braaten Bjarte Engen Vik Fred Børre Lundberg | 901,0 0(3)  | 54:03.5 0(2)          | 0054:11,5 min |
| 02   | Finnland    | Samppa Lajunen Jari Mantila Tapio Nurmela Hannu Manninen           | 906,0 0(1)  | 55:30,4 0(5)          | 0055:30,4 min |
| 03   | Frankreich  | Sylvain Guillaume Nicolas Bal Ludovic Roux Fabrice Guy             | 863,0 0(6)  | 54:42,4 0(3)          | 0055:53,4 min |
| 04   | Österreich  | Felix Gottwald Christoph Eugen Mario Stecher Christoph Bieler      | 903,5 0(2)  | 56:00,6 0(8)          | 0056:04,6 min |
| 05   | Japan       | Tsugiharu Ogiwara Satoshi Mori Gen Tomii Kenji Ogiwara             | 893,0 0(5)  | 55:57,8 0(7)          | 0056:18,8 min |
| 06   | Deutschland | Jens Deimel Thorsten Schmitt Ronny Ackermann Matthias Looß         | 861,0 0(7)  | 55:07,0 0(4)          | 0056:22,0 min |
| 07   | Schweiz     | Marco Zarucchi Andreas Hartmann Jean-Yves Cuendet Urs Kunz         | 797,0 (10)  | 53:40,6 0(1)          | 0056:41,6 min |
| 08   | Tschechien  | Marek Fiurášek Milan Kučera Jan Matura Ladislav Rygl               | 900,5 0(4)  | 56:55,7 (10)          | 0057:04,7 min |
| 09   | Russland    | Wladimir Lysenin Waleri Stoljarow Alexei Fadejew Dmitri Sinizyn    | 826,0 0(8)  | 56:21,2 0(9)          | 0058:34,2 min |
| 10   | USA         | John Jarrett Tim Tetreault Bill Demong Todd Lodwick                | 807,0 0(9)  | 55:53,6 0(6)          | 0058:38,6 min |
| 11   | Estland     | Ago Markvardt Jens Salumäe Tambet Pikkor Magnar Freimuth           | 749,5 (11)  | 59:11,9 (11)          | 1:03:32,9 h00 |

Springen Normalschanze: 19. Februar 1998
Langlauf 4 × 5 km: 20. Februar 1998
Nach dem Springen lagen die fünf besten Teams nur äußerst knapp auseinander. Finnland führte mit vier Sekunden vor Österreich, acht Sekunden vor Norwegen, neun Sekunden vor der Tschechische Republik und 21 Sekunden vor Japan. Die Entscheidung blieb noch völlig offen.
Die Staffel wurde wie im Einzel bei strömendem Regen ausgetragen. Der Norweger Halldor Skard, Jr. zog früh am Finnen Samppa Lajunen vorbei und brachte Norwegen beim ersten Wechsel in Führung. Jeder der drei folgenden norwegischen Athleten baute den Vorsprung weiter aus. Am Ende wurde Norwegen Olympiasieger mit einem Vorsprung von 1:18,9 Minuten vor Finnland. Der norwegische Schlussläufer Bjarte Engen Vik hatte einen so komfortablen Vorsprung, dass er die letzten sechshundert Meter mit norwegischer Flagge zurücklegte. Frankreich sicherte sich die Bronzemedaille vor Österreich, während Japan den fünften Platz belegte. Bei den Weltmeisterschaften im Jahr darauf revanchierte sich Finnland und gewann Gold knapp vor Norwegen.

## Videolinks
- Bjarte Engen Vik OL Gull Nagano 1998, youtube.com. Abgerufen am 19. August 2023
- Bjarte Engen Vik ZIO Nagano 1998 Team 94,5m, youtube.com. Abgerufen am 19. August 2023